# Медіа Інвест Груп
«Медіа Інвест Груп» (МИГ) — український медіахолдинг, є дочірньою компанією консорціума «Індустріальна Група», власником якого є Індустріальний Союз Донбасу (ІСД).